# Michael R. Krätke

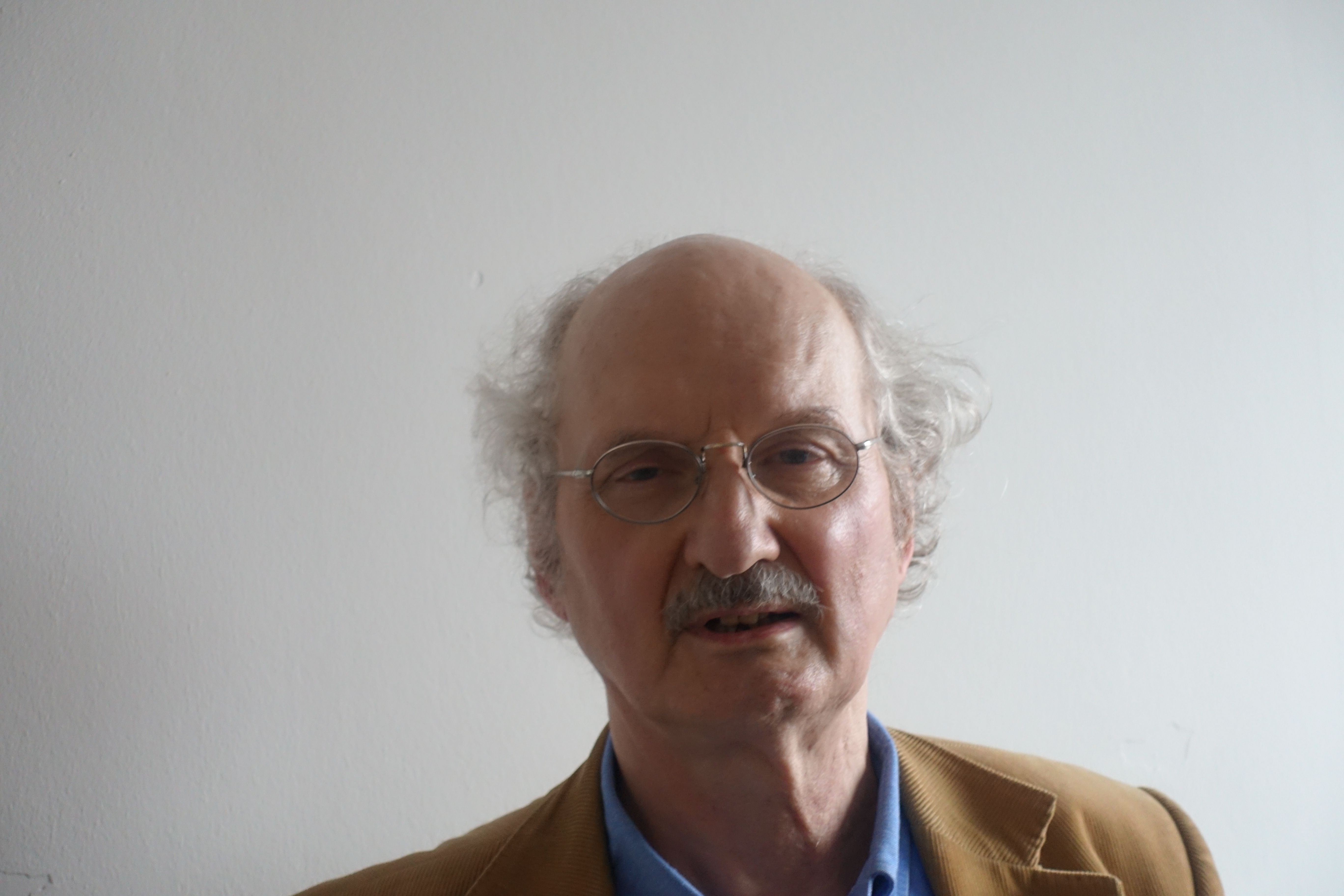
Michael R. Krätke, 2018

Michael R. Krätke (* 1949 in Lüneburg) ist ein deutscher Politikwissenschaftler, Ökonom und Hochschullehrer (Professor). Seit 2019 Professor Emeritus. Gastprofessor an verschiedenen Universitäten in Europa, Japan und China. 

## Leben und Werk
Michael Krätke studierte von 1969 bis 1974 Politikwissenschaft, Soziologie und Ökonomie an der Freien Universität Berlin. Seine Diplomarbeit schrieb er am Otto-Suhr-Institut über "Die sektorale Struktur kapitalistischer Volkswirtschaften", seine Promotion zum Dr. rer. pol. erfolgte an der FU Berlin mit der Dissertation "Der bürgerliche Staat als Steuerstaat - Versuch zur theoretischen Untersuchung der ökonomischen Existenz des Staates im Kapitalismus".
Krätke arbeitete ab 1975 als Wissenschaftlicher Assistent an der Freien Universität Berlin und an der Universität Bielefeld, danach als Professor für Politische Ökonomie an der Universität von Amsterdam. Er war Direktor des Institute of Advanced Studies und Professor für Politische Ökonomie an der Lancaster University. Seit 1978 ist er Mitherausgeber von spw – Zeitschrift für sozialistische Politik und Wirtschaft, im wissenschaftlichen Beirat der Beiträge zur Marx-Engels-Forschung. Neue Folge, seit 2007 im wissenschaftlichen Beirat der Rosa-Luxemburg-Stiftung und im wissenschaftlichen Beirat von Attac Deutschland sowie langjähriges Gewerkschaftsmitglied. Er schreibt seit 2003 als Wirtschaftsjournalist für verschiedene Zeitschriften (Der Freitag, Blätter für deutsche und internationale Politik, Die Wochenzeitung WOZ, Analyse & Kritik, Junge Welt, Konkret).
Seit 2009 ist er gewähltes Mitglied der Gelehrtengesellschaft Leibniz-Sozietät der Wissenschaften zu Berlin.
Seine Arbeitsschwerpunkte sind: Öffentliche Finanzen, Finanzkrisen, Steuerpolitik, Sozialpolitik, Theorie des Sozialstaats, Klassenanalyse und Klassentheorie, Geschichte und Theorie der Wirtschaftskrisen, Marx- und Engels-Forschung. Er verfasste Beiträge über die Struktur und Entwicklung des modernen Steuerstaats, über aktuelle Tendenzen der Steuerpolitik, über die Entwicklung und Struktur des Sozialstaats und die Folgen staatlicher Sozialpolitik für die Struktur der sozialen Ungleichheit in kapitalistischen Ländern und fertigte zahlreiche Arbeiten zur Globalisierung und zur Theorie und Geschichte der Krisen im modernen Kapitalismus an. Zudem wirkte er am Historisch-Kritischen Wörterbuch des Marxismus mit.
Krätke setzte sich Mitte der 1990er Jahre mit der Geschichte des Marxismus auseinander. Er unterschied vier Phasen: (1) die Phase von 1842 bis zu Marx’ Todesjahr 1883, (2) die Phase des „klassischen Marxismus“ von 1883 bis zum Ersten Weltkrieg, (3) die Phase von der Oktoberrevolution bis zum Ende der 1960er Jahre, (4) die zeitgenössische Phase eines sozialwissenschaftlichen Marxismus im Anschluss an die Marx-Renaissance der 1960er Jahre.

## Schriften (Auswahl)
- mit Veit-Michael Bader u. a., Krise und Kapitalismus bei Marx, 2 Bde., Frankfurt a. M. 1975
- mit Volker Gransow: Viktor Agartz, Gewerkschaften und Wirtschaftspolitik (= Schriftenreihe gewerkschaftspolitische Studien. Bd. 12). Verlag Die Arbeitswelt, Berlin 1978, ISBN 3-88114-217-7.
- mit Volker Gransow (Hrsg.): Viktor Agartz. Wirtschaft - Lohn - Gewerkschaft. Ausgewählte Schriften (= Schriftenreihe gewerkschaftspolitische Studien. Bd. 17). Verlag Die Arbeitswelt, Berlin 1982, ISBN 3-88114-226-6
- Kritik der Staatsfinanzen. Zur politischen Ökonomie des Steuerstaats. VSA-Verlag, Hamburg 1984, ISBN 3-87975-247-8.
- mit Frigga Haug (Hrsg.): Materialien zum Historisch-Kritischen Wörterbuch des Marxismus. Argument Verlag, Hamburg 1996.
- Ökonomie ohne Arbeit – Arbeit ohne Ökonomie? Entwicklungstendenzen des Kapitalismus und politische Interventionen (= Kritische Interventionen. Bd. 1). Offizin, Hannover 1997, ISBN 3-930345-08-0.
- mit Georg Fülberth: Neun Fragen zum Kapitalismus (= Rosa-Luxemburg-Stiftung. Texte. Bd. 36). Dietz, Berlin 2007, ISBN 978-3-320-02102-3.
- Demokratie und globale Wirtschaftskrise (= Widerspruch. Jg. 28, Heft 55, ISSN 1420-0945). Förderverein Widerspruch, Zürich 2008.
- Kritik der politischen Ökonomie heute. Zeitgenosse Marx. VSA-Verlag, Hamburg 2017, ISBN 978-3-89965-732-6.
- Friedrich Engels oder: Wie ein Cotton-Lord den Marxismus erfand. Karl Dietz Verlag, Berlin 2020, ISBN 978-3-320-02368-3.
  - Friedrich Engels. El burgués que inventó el marxismo. Edicions Bellaterra, Barcelona 2020, ISBN 978-84-122750-6-3.
  - Friedrich Engels. O Burguês que Inventou o Marxismo, Edicões Húmus, Porto 2022, ISBN 978-989-755-829-0.
- mit Max Reinhardt, Thilo Scholle, Stefan Stache (Hrsg.): SPD-Linke zwischen Revolution, linken Bewegungen und radikalem Reformismus: Linker Aufbruch in Geschichte und Biografien. SPW Verlag: Dortmund/Nomos Verlag: Baden-Baden 2021, ISBN 978-3-922-48933-7.